# Christian Vincent
Christian Vincent (Paris, 5 de novembro de 1955) é um cineasta e roteirista francês.